# TNA Xplosion
TNA Xplosion è un programma televisivo di wrestling prodotto dalla Total Nonstop Action Wrestling e trasmesso con cadenza settimanale.
È il secondo programma televisivo della compagnia per ordine di importanza ed è prodotto solo per i mercati internazionali poiché negli Stati Uniti non ha alcuna copertura televisiva dal 2006.
Ogni puntata riassume quanto accaduto nella puntata precedente di Impact! con l'aggiunta di match esclusivi. La sigla del programma è The Gun Show del gruppo metalcore In This Moment.

## Storia

### Formato originale negli Stati Uniti d'America
Tra il 2002 e il 2006 fu trasmesso dalla rete televisiva statunitense Sun Sports mentre nel Regno Unito viene trasmesso da Challenge TV. Dopo la cancellazione avvenuta nel 2021, al pay-per-view Hard to Kill 2024 è stato annunciato il ritorno del programma. Il 26 gennaio seguente è stata data la notizia che lo show andrà in onda tutti i venerdì su TNA+ e il martedì successivo verrà distribuito sul canale ufficiale YouTube della compagnia.

### Trasmissione in Italia
In passato in Italia il programma è stato trasmesso dal canale GXT con il commento di Riccardo Fiorina, Fabrizio Ponciroli e Filippo Chiarello.
Dal 30 dicembre 2017 viene trasmesso da Fight Network.